# Radosław Figura
Radosław Figura (ur. 9 czerwca 1961 w Warszawie) – polski scenarzysta i pisarz.

## Życiorys
Studiował Wiedzę o Teatrze na Akademii Teatralnej w Warszawie. Wielokrotny stypendysta Departamentu Teatru MKiS w dziedzinie DRAMATU. Instruktor Teatru kategorii I, Wydział Kultury i Sztuki Urzędu Miasta Stołecznego Warszawy. Na swoim koncie ma publikacje książkowe, liczne nagrody i wyróżnienia, realizacje swoich sztuk na scenie w kraju i za granicą, a także w Teatrze TV oraz teksty piosenek m.in. dla Michała Bajora. Od 2002 zajmuje się głównie pisaniem scenariuszy do seriali telewizyjnych, a także pisaniem książek. W czerwcu 2018 roku na rynku wydawniczym ukazała się powieść „Magda M. Ciąg dalszy nastąpił”, która jest książkową kontynuacja kultowego serialu TVN.

## Serial
- 2014: Lekarze (serial telewizyjny) – scenarzysta, Akson Studio TVN
- 2013: 2XL (serial telewizyjny) – scenarzysta, Akson Studio, TV Polsat
- 2012: Hotel 52 – scenarzysta, Akson Studio, TV Polsat
- 2011: Rezydencja – scenarzysta, TVP1
- 2010–2011: Szpilki na Giewoncie – scenarzysta, Paisa Films, TV Polsat
- 2010: Apetyt na życie – scenarzysta, Akson Studio, TVP2
- 2007–2009: Teraz albo nigdy – scenarzysta, Akson Studio, TVN
- 2005–2007: Magda M. – scenarzysta, Akson Studio, TVN
- 2004: Egzamin z życia – scenarzysta (odcinki 1, 2, 4, 9), Fremantle Polska, TVP2
- 2002–2003: Samo życie – scenarzysta, Bogota Film, TV Polsat

Obsada aktorska
- 2004: Czwarta władza
- 2006: Magda M. – uśmiechający się pasażer samolotu (odc. 45)

## Teatr TV
- 2001: Siedem dalekich rejsów autor scenariusza; adaptacja powieści Leopolda Tyrmanda, reż. Marcin Ziębiński, Teatr TV, PR 1 TVP
- 2000: Królowa chłodu autor scenariusza; adaptacja baśni „Królowa Śniegu” J.Ch. Andersena, reż. Piotr Mularuk, Teatr TV, Scena Dziecięca i Młodzieżowa, PR 2 TVP
- 2000: Obrazek autor scenariusza; reż. Mikołaj Haremski, Teatr TV, Scena Dziecięca i Młodzieżowa, PR 2 TVP

## Sztuki teatralne
- 2002: Gry Adama (dramat), autor i reż. Radosław Figura, Teatr Stara ProchOFFnia, Warszawa
- 2002: Prawdziwa historia głupiego Jasia (dramat), autor; reż. Małgorzata Bogajewska, Teatr im. J. Kochanowskiego, Radom
- 1997: Hüter der Fliegen (Opiekun much, dramat), autor; reż. Lutz Schäfer, Theater in der Fabrik, Drezno, Niemcy
- 1996: Opiekun much (dramat), autor; reż. Jacek Andrucki, Teatr im. St. Wyspiańskiego, Katowice
- 1994: Hüter der Fliegen (Opiekun much, dramat), autor; reż. Mario Holetzeck, Staatstheater, Kassel, Niemcy

## Publikacje
- 2018: Magda M. Ciąg dalszy nastąpił - Wydawnictwo Znak
- 2002: Sceny z dialogami (wybór 5 dramatów),Księgarnia Akademicka, Kraków
- 2002: Adelka (scenariusz telewizyjny), Zeszyt 16, Centrum Sztuki Dziecka, Poznań
- 2001: Das Bild (Obrazek, scenariusz telewizyjny), Dramatik aus Polen, Florian Noetzel Verlag, Wilhelmshaven, Niemcy
- 2001: Obrazek (scenariusz telewizyjny), Zeszyt 15, Centrum Sztuki Dziecka, Poznań

## Nagrody i wyróżnienia
- 2001: Adelka (scenariusz telewizyjny),Nagroda Główna, XII Konkurs na Sztukę dla Dzieci i Młodzieży, Centrum Sztuki Dziecka, Poznań
- 2001: Obrazek (Teatr TV), Wyróżnienie Jury Profesjonalnego, XIX Międzynarodowy Festiwal Filmów Młodego Widza „Ale Kino!”, Poznań
- 2001: Obrazek (Teatr TV), Wyróżnienie Jury Młodzieżowego, XIX Międzynarodowy Festiwal Filmów Młodego Widza „Ale Kino!”, Poznań
- 2000: Głupotki (dramat), Wyróżnienie, XI Konkurs na Sztukę dla Dzieci i Młodzieży, Centrum Sztuki Dziecka, Poznań
- 1999: Obrazek (scenariusz telewizyjny), Nagroda Główna, X Konkurs na Sztukę dla Dzieci i Młodzieży, Centrum Sztuki Dziecka, Poznań
- 1997: Ciotka z Brukseli (komedia teatralna), Wyróżnienie, I Ogólnopolski Konkurs Komedii, Tarnów
- 1993: Opiekun much (dramat), finał The First European Drama Award, Bernd Bauer Verlag, Berlin, Niemcy
- 1990: My, wy, oni (dramat pod pierwotnym tyt.: ONI), Nagroda Główna, Konkurs na Debiut Dramaturgiczny, Teatr Ateneum, Warszawa